# Betty Ehrenborg
Katarina Elisabeth "Betty" Ehrenborg (Råbäck, Skaraborg, 22 de julio de 1818 - Södertälje, 22 de julio de 1880) fue una escritora, autora de salmos y pedagoga sueca. Se la considera la fundadora de las escuelas dominicales suecas.

## Vida
Betty Ehrenborg fue la hija del noble y parlamentario ombudsman Casper Ehrenborg y la escritora Anna Fredrica Carlqvist. Contrajo matrimonio en 1863 con el barón Johan August Posse.
Ehrenborg fue criada en Råbäck, una propiedad familiar en Kinnekulle, en Suecia. En 1842 ella y su madre se mudaron a Upsala para estar cerca de su hermano, que estudiaba en la universidad de la ciudad. Allí asistió a varias conferencias en la universidad, aunque no como estudiante, y se convirtió en parte de la vida intelectual de Upsala en los cuarenta.
Trabajó como institutriz entre los años 1846 y 1848. De 1852 a 1853 estudió en el British and Foreign School en Londres. En 1854 fundó, junto a la filántropa Mathilda Foy, la escritora Fredrika Bremer, la diaconisa Maria Cederschiöld y la fundadora de la "casa para prostitutas reformadas de Estocolmo" Emilia Elmblad, la Fruntimmersällskapet för fångars förbättring ("Sociedad de Mujeres para la Reforma de Prisioneros"). Fundó y dirigió una escuela dominical en la hacienda de su hermano entre los años 1855 y 1856.

## Obras
- Blinka lilla stjärna (Versión sueca de "Campanita del lugar").
- Visan om solen, månen och planeterna ("La canción sobre el Sol, la Luna y los planetas").
- Wir hatten gebauet ein stattliches Haus, o När juldagsmorgon glimmar.